# Eulasia arctos
Eulasia arctos är en skalbaggsart som beskrevs av Peter Simon Pallas 1781. Eulasia arctos ingår i släktet Eulasia och familjen Glaphyridae.

## Underarter
Arten delas in i följande underarter:
- E. a. armeniaca
- E. a. martes
- E. a. anatolica

## Bildgalleri

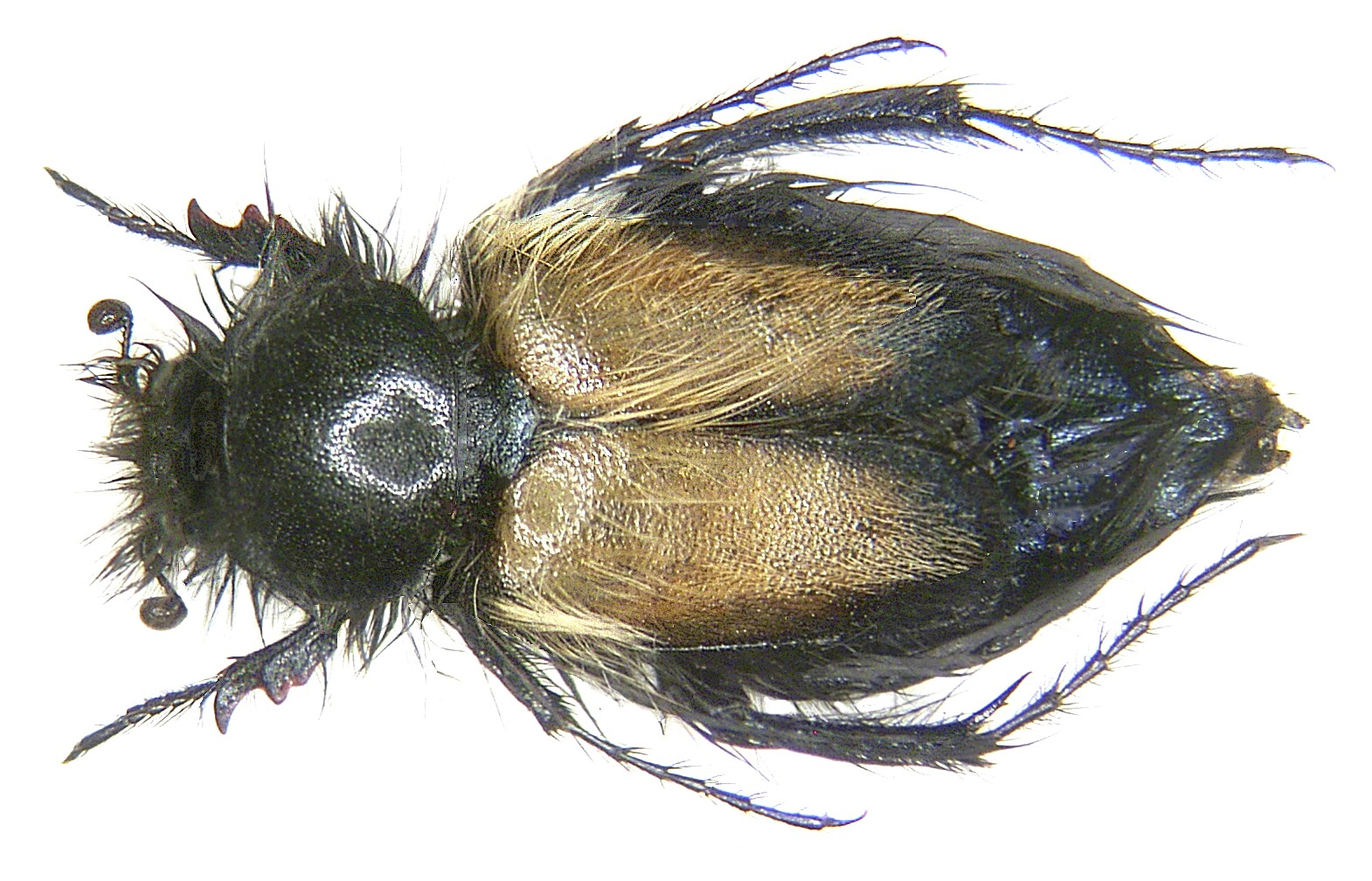